# On Fire (Lied)
On Fire (dt.: Am Brennen) ist ein englischsprachiger Popsong, der von der litauischen Pop-Rock-Band The Roop komponiert und interpretiert wurde. Sie hätte mit diesem Titel Litauen beim Eurovision Song Contest 2020 in Rotterdam vertreten sollen.

## Hintergrund
The Roop nahmen bereits an der litauischen Grand-Prix-Vorentscheidung Eurovizijos 2018 teil, wo sie im Finale den dritten Platz erreichten. 2020 nahmen sie erneut teil und konnten das am 15. Februar stattfindende Finale der Show Pabandom iš naujo! mit großem Abstand für sich entscheiden.

## Musik und Text
Der Titel wurde von der Band selbst komponiert. Die Uptempo-Nummer kann dem Genre des Elektropop zugeordnet werden. Frontmann Valiukevičius schrieb den Text. Er handle davon, dass man sich selbst oft unterschätzt und glaubt, einigen Standards, wie etwa dem Alter nicht gerecht zu werden. So habe Valiukevičius aus Gesprächen erfahren, dass junge Leute aus der Musikbranche sich für das Geschäft bereits zu alt fühlten.

“People in their thirties already feel untimely aged and hopeless. I believe this is not normal. I faced such thoughts myself, but I strived to change my approach to things, put more energy into my activities than I did when I was 20. With this song I wish to send my listeners confidence and good vibes. We are all capable of being who we want, when we want, and age is not important.”

„Leute in ihren Dreißigerjahren fühlen sich bereits zu alt und hoffnungslos. Ich glaube nicht, dass das normal ist. Ich habe mir solche Gedanken selbst schon gemacht, aber ich habe mich bemüht, meine Einstellung zu ändern und mehr Energie in meine Aktivitäten zu stecken, als ich es mit 20 Jahren tat. Ich möchte bei meinen Zuhörern mit diesem Lied Selbstvertrauen und gute Stimmung verbreiten. Wir alle können sein, wer wir sind, ohne, dass das Alter hierbei eine Rolle spielt.“

Das zugehörige Musikvideo wurde unter der Regie von Indrė Juškutė produziert. Laut seinen Aussagen beschreibt dieses, dass man sich von Außenstehenden wie durch eine Lupe wahrgenommen fühlt und man sich oft in den Reflexionen anderer Leute und der öffentlichen Meinung sucht. Jedoch sei dieses Bild häufig beschädigt. Wenn man mehr Selbstbewusstsein erlange, seien diese Reflexionen nichts weiter als ein Spiel.

## Kommerzieller Erfolg

### Chartplatzierungen
On Fire konnte sich erstmals in den litauischen Charts der KW 5 des Jahres 2020 auf Platz 19 platzieren. Ab KW 8 hielt sich der Titel für insgesamt fünf Wochen auf Platz 1 der Singlecharts. In KW 38 war der Titel auf Platz 97 zugegen, bevor er in der darauffolgenden Woche aus den Top 100 schied. 2021 erreichte On Fire die Charts erneut und nahm in KW 4 den 16. Platz der Singlecharts ein.
| ChartsChartplatzierungen | Höchstplatzierung | Wochen |
| ------------------------ | ----------------- | ------ |
| Litauen (AGATA)          | 1 (36 Wo.)        | 36     |

### Auszeichnungen für Musikstreaming
| Land/Region     | Auszeichnungen für Musikverkäufe (Land/Region, Auszeichnung, Verkäufe) | Verkäufe  |
| --------------- | ---------------------------------------------------------------------- | --------- |
| Litauen (AGATA) | Gold                                                                   | 2.500.000 |
| Insgesamt       | 1× Gold ·                                                              | 2.500.000 |

## Beim Eurovision Song Contest
Litauen hätte im ersten Halbfinale des Eurovision Song Contest 2020 mit diesem Lied auftreten sollen. Aufgrund der fortschreitenden COVID-19-Pandemie wurde der Wettbewerb jedoch abgesagt.